# Batalha da bataria Ripcord

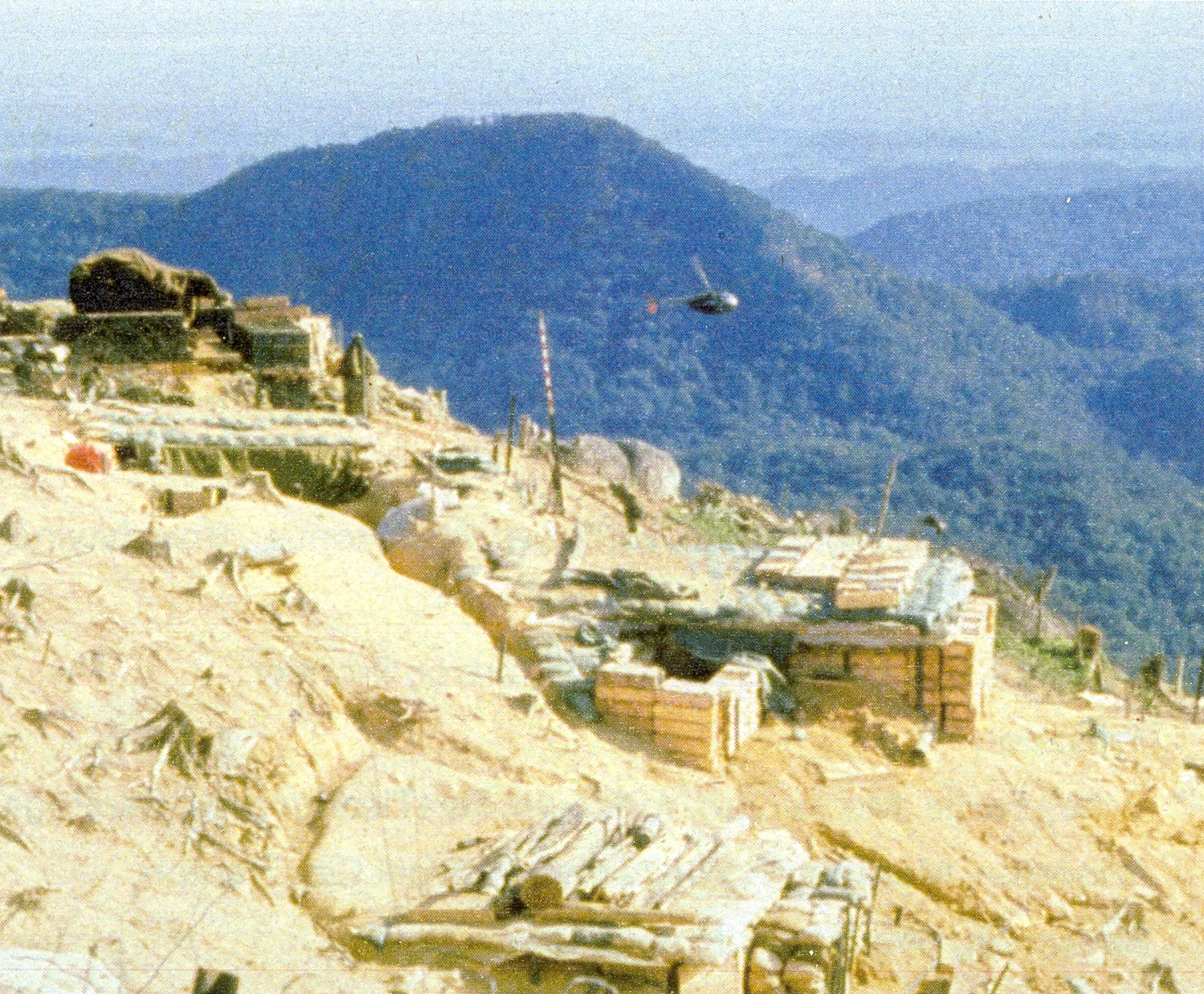
Bataria de Apoio Ripcord

A Batalha da bataria Ripcord durou 23 dias entre a 101ª Divisão Aerotransportada do Exército dos Estados Unidos e do Exército norte-vietnamita de 01 julho de 1970 a 23 de Julho de 1970. Foi a última grande batalha entre os Estados Unidos e o Vietnã do Norte na Guerra do Vietnã e uma derrota significativa de tropas norte-americanas já em retirada lente da Indochina. Pouco se soube sobre a batalha até 1985, quando foi fundada a Associação Ripcord FSB. 

## Contexto
No início de 1969 o presidente dos EUA Richard Nixon havia ordenado a retirada das tropas norte-americanas do Vietnã. Como era a única divisão em bom estado de prontidão no Vietnã no início de 1970, a 101ª Divisão Aerotransportada foi instruída a realizar a ofensiva planeada, chamada Operação Texas Star, perto do Vale Shau.
A 12 de março 1970, a 3ª Brigada da 101ª Divisão Aerotransportada começou a reconstrução da bataria Ripcord, então em estado de abandono, apoiando-se, como na maior parte das bases organizadas em territórios isolados, em helicópteros para chegar mantimentos e pessoas. A base foi utilizada para a ofensiva planeada pela 101ª para destruir bases militares norte-vietnamitas e abastecimentos nas montanhas acima do vale. Realizado-se no lado oriental do vale, e executada em conjunto com os raids no Camboja, a operação Texas Star foi mantida em segredo.